# Sécularisation des biens monastiques en Roumanie
La loi sur la sécularisation des domaines monastiques en Roumanie est proposée en décembre 1863 par le domnitor Alexandre Jean Cuza et approuvée par le Parlement roumain. 

## Contexte
Les principautés unies de Moldavie et de Valachie (prémices du futur état de Roumanie) ont confisqué les grandes propriétés appartenant à l'Église orthodoxe de Roumanie (qui était à l'époque strictement obéissante à l'Église orthodoxe grecque). L'une des mesures garantissant la laïcité et la séparation de l'Église et de l'État, a également été mise en œuvre pour fournir une réserve de terres arables dans le cadre de la réforme agraire de 1864, sans soulever la question des domaines appartenant aux boyards. 
Plus d'un quart des terres agricoles de Roumanie étaient probablement contrôlées par des « monastères dédiés » qui soutenaient les moines grecs et d'autres moines étrangers dans des sanctuaires tels que le mont Athos et Jérusalem. Ces domaines, qui ont été principalement formés sous le règne des Phanariotes en Valachie et en Moldavie, souffraient d'une faible productivité et constituaient également une ponction substantielle sur les revenus de l'État. 
La mesure était impopulaire parmi les groupes libéraux et conservateurs, mais elle bénéficiait à la fois du soutien populaire et initialement de l'appui du suzerain de Roumanie, l'Empire ottoman. Le 23 décembre, l'Empire ottoman demande l'intervention des « puissances garantes » ( Royaume-Uni, Empire français, Italie, Empire autrichien, Prusse et Empire russe) — tous surveillaient la Roumanie depuis le traité de Paris de 1856) pour influencer le pays en adoptant le projet de loi. Cependant, le Premier ministre Mihail Kogălniceanu n'a pas attendu leur intervention, et le 25 décembre 1863, il a présenté le projet de loi au Parlement, qui a été voté par 93 voix favorables contre 3. Désormais, tous les biens conventuels sont la propriété de l'État roumain et leurs revenus sont portés au budget ordinaire. Un capital de 51 millions de piastres est affecté à indemniser les communautés religieuses des Lieux-Saints en Palestine et les établissements d'instruction et de charité à Constantinople.

## Conséquences
Ensuite, la question des couvents divise en deux camps la diplomatie européenne à Constantinople. L'Empire ottoman, indigné par le fait accompli, émet une protestation officielle le 8 janvier. La Porte voit dans « mesure hardie une atteinte à ses prérogatives » et tente en vain d'obtenir une protestation collective contre la loi promulguée à Bucarest. Sur ordre de leur cour, les représentants de la Russie, de l'Autriche, de la Prusse et de la Grande-Bretagne protestent isolément auprès du prince Cuza ; quant au représentant français, il approuve la conduite de Cuza.
En août 1863, Alexandre Cuza offre 82 millions d'or en lei roumains en compensation à l'Église grecque orthodoxe, mais Sophrone III, le patriarche de Constantinople, refuse de négocier ; après plusieurs années, le gouvernement roumain retire son offre et aucune compensation n'est versée. Les recettes de l'État ont ainsi augmenté sans ajouter de charge fiscale intérieure. 

### Sources
- (en) Keith Hitchins, The Romanians 1774-1866, Oxford, Oxford University Press, 1996, 337 p. (ISBN 978-0-19-820591-3, lire en ligne), p. 313-314.